# Góra Puławska

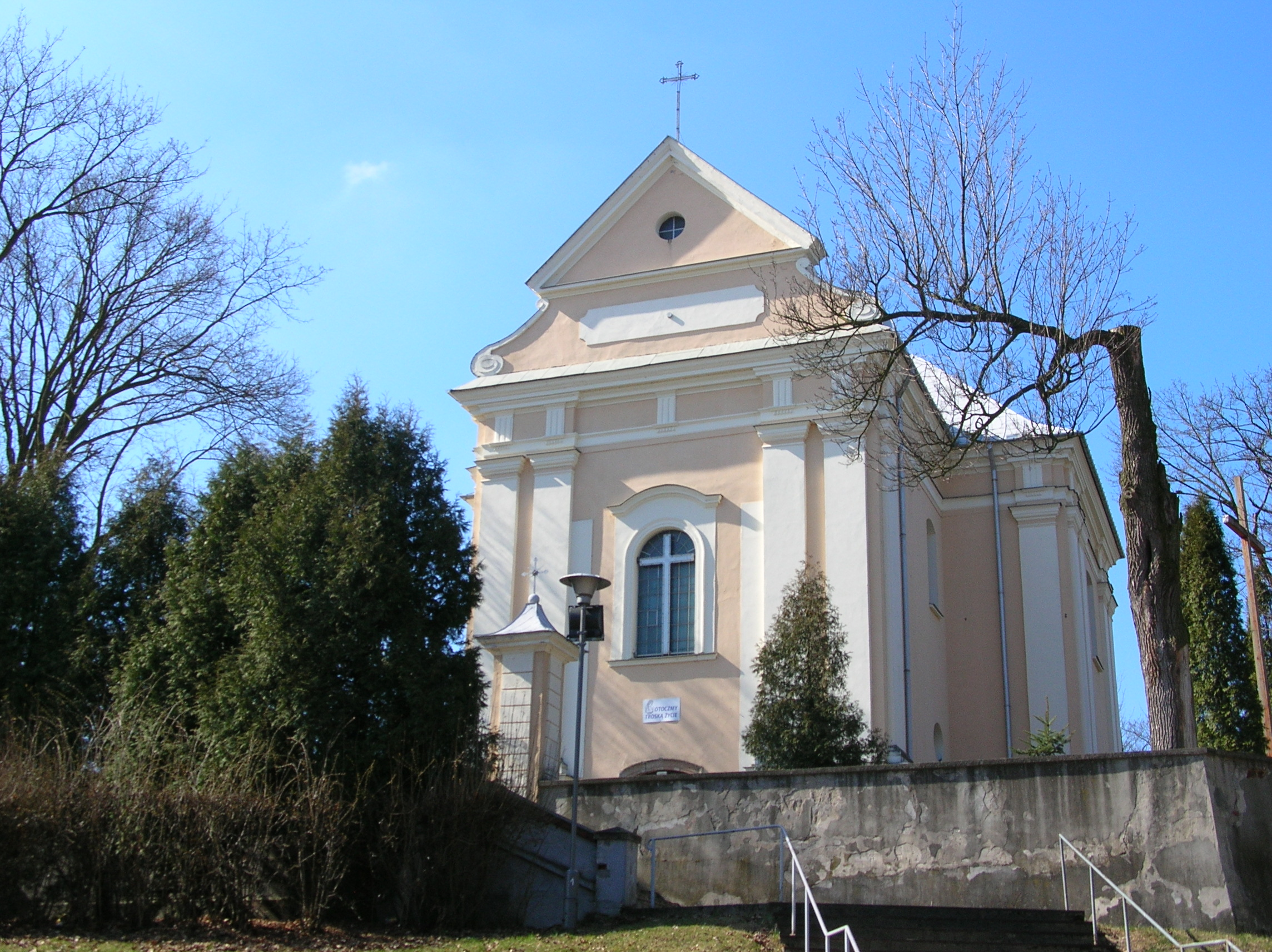
Kirche aus dem Jahr 1781 in Góra Puławska

Góra Puławska ist ein polnisches Dorf der Gmina Puławy im Powiat Puławski der Woiwodschaft Lublin. Góra Puławska liegt an der Weichsel, ungefähr vier Kilometer südwestlich von Puławy und 49 Kilometer westlich von Lublin.

## Geschichte
Die Siedlung bestand wahrscheinlich bereits im 10./11. Jahrhundert, doch die Namen der Grundherren sind erst seit dem 13. Jahrhundert bekannt. Im Jahr 1508 gehörte der Ort Jan Jarocki von Jaroszyn aus dem Geschlecht der Rawicz, ab 1731 August Aleksander Czartoryski. Die Czartoryski erbauten 1811 ein Herrenhaus, das bis 1939 bestand. Bis zum Ende des 19. Jahrhunderts betrieb die Familie im Dorf außerdem eine Gastwirtschaft und eine Brauerei. Der Besitz der Czartoryski wurde infolge des Novemberaufstands konfisziert. Die letzten adligen Grundherren in Góra Puławska waren bis zum Zweiten Weltkrieg Angehörige der Familie Reinthal. 
Im Zweiten Weltkrieg wurde der Ort stark zerstört. Der Wiederaufbau dauerte bis 1956. 2010 hatte Góra Puławska 2123 Einwohner.

## Sehenswürdigkeiten
Zu den Sehenswürdigkeiten gehört die Kirche des Hl. Adalbert (św. Wojciecha), die 1767 bis 1781 durch August Aleksander Czartoryski restauriert wurde.